# Список російських офіцерів, що загинули під час проведення АТО та ООС
У статті наведено перелік офіцерів ЗС РФ, загиблих під час проведення АТО та ООС з 2014 року та до початку повномасштабного вторгнення Росії 24 лютого 2022 року. Тут поширено інформацію про загиблих окупантів, в тому числі стосовно вищого та старшого офіцерського складу, а також молодших офіцерів та інших вбитих військовослужбовців, які були знищені на території Донбасу, Криму, РФ (ті які брали участь у війні проти України) і були нагороджені званнями званнями «Герой Російської Федерації», Герой Донецької Народної Республіки та Герой Луганської Народної республіки в період до 24 лютого 2022.

## Вищі офіцери
| № | Світлина / Емблема | Прізвище, ім'я, по батькові        | Звання                | Посада / підрозділ | Участь в інших війнах | Дата загибелі             | Місце загибелі                | Примітки                                                      |
| 1 |                    | Бородін Микола Васильович          | генерал-майор КГН ВДД | (посада — не встановлена), Козача національна гвардія |                       | 3 червня 2014 (53 роки)   | Новоборовиці                  | нагоджений медаллю "Герой Козачого Народу"                    |
| 2 |                    | Дрьомов Павло Леонідович           | генерал-майор КГН ВДД | командувач центральним фронтом «козацької національної гвардії», командир 6-го окремого гвардійського козачого мотострілецького полку імені Матвія Платова |                       | 12 грудня 2015 (39 років) | на трасі Стаханів-Первомайськ | нагоджений медаллю "Герой Козачого Народу"                    |
| 3 |                    | Немогай Олександр Сергійович       | генерал-майор         | Окрема артилерійська бригада «Кальміус», командир |                       | 8 вересня 2016 (60 років) |                               | нагороджений званням Герой Донецької Народної Республіки      |
| 4 |                    | Захарченко Олександр Володимирович | генерал-майор         | ватажок і голова ради міністрів терористичного угруповання Донецька Народна Республіка                                                                     |                       | 31 серпня 2018 (42 роки)  | Донецьк                       | нагороджений званням Герой Донецької Народної Республіки      |
| 5 |                    | Зінічев Євген Миколайович          | генерал армії         | міністр надзвичайних ситуацій Росії | Анексія Криму (2014)  | 8 вересня 2021 (55 років) | Норильськ                     | нагороджений званням «Герой Російської Федерації» (посмертно) |

## Список старших офіцерів
| №  | Світлина / Емблема | Прізвище, ім'я, по батькові       | Звання                    | Посада / підрозділ | Участь в інших війнах                                                       | Дата загибелі                | Місце загибелі                                             | Примітки |
| 1  |                    | Серьогін Сергій                   | підполковник              | пілот Як-130, Військовий навчально-науковий центр ВПС (Борисоглєбський філіал)                                                          |                                                                             | 15 квітня 2014 (33 роки)     | Ахтубінськ                                                 | |
| 2  |                    | Сисенко Борис В'ячеславович       | підполковник              | командир спецпідрозділу ФСБ "Іскра" | Друга чеченська війна                                                       | 26 травня 2014 (44 роки)     | Міжнародний аеропорт «Донецьк»                             | псевдо "Генерал" |
| 3  |                    | Савін Віктор Васильович           | полковник                 | отаман Краснолучської станиці Донського козацтва                                                                                        |                                                                             | 4 червня 2014 (58 років)     | Дякове                                                     | |
| 4  |                    | Селімгереєв Айтемир Магомедович   | полковник поліції         | заступник начальника відділу Центру з протидії екстремізму та тероризму Міністерства внутрішніх справ Республіки Дагестан               | Друга чеченська війна                                                       | 9 липня 2014 (54 роки)       | Кизилюрт                                                   | нагороджений двома орденами Мужності вбитий дагестанськими повстанцями                                                                         |
| 5  |                    | Федчиков Сергій Анатолійович      | підполковник запасу       | (посада — не встановлена), ПВК «Вагнер»                                                                                                 | Громадянська війна в Сирії                                                  | 14 липня 2014 (43 роки)      | міжнародний аеропорт «Луганськ»                            | нагороджений орденом Мужності (посмертно) |
| 6  |                    | Сокол Олександр Іванович          | полковник                 | начальник служби безпеки Козацької Національної Гвардії та комендантом Всевеликого Війська Донського у місті Перевальськ                | Війна в Афганістані (1979—1989)                                             | 18 липня 2014 (50 років)     | Первомайськ                                                | нагороджений орденом Червоної Зірки та медаллю «За відзнаку в охороні державного кордону СРСР»                                                 |
| 7  |                    | Двінянінов Олексій                | підполковник              | пілот Міг-29, 185-й Центр бойової підготовки та бойового застосування ВПС                                                               |                                                                             | 27 липня 2014                | Астраханська область                                       | |
| 8  |                    | Ісаєв Валерій Олександрович       | полковник                 | (посада — не встановлена), загін спеціального призначення «Грім»                                                                        |                                                                             | 28 липня 2014 (47 років)     | Маринівка                                                  | |
| 9  |                    | Кневець Анатолій Миколайович      | майор                     | (посада — не встановлена), підрозділ "Тайфун". Окремий Краматорський комендантський полк 1 АК ДНР                                       |                                                                             | 31 липня 2014 (39 років)     | Шахтарськ                                                  | |
| 10 |                    | Мякішев Віталій Вікторович        | полковник                 | бойовик бандформування "Козача національна гвардія всевеликого війська Донського"                                                       |                                                                             | 3 серпня 2014 (37 років)     | Фащівка                                                    | вбитий під час внутрішніх чвар з "ополченцями" через дизель-генератори.                                                                        |
| 11 |                    | Кононов Олександр Іванович        | підполковник              | (посада — не встановлена), Сили спеціальних операцій Російської Федерації                                                               | Друга чеченська війна                                                       | 12 серпня 2014 (36 років)    | Донбас або Дагестан                                        | нагороджений званням «Герой Російської Федерації» (посмертно)                                                                                  |
| 12 |                    | Пешков Юрій Олександрович         | підполковник              | начальник інженерної служби, 18-та окрема мотострілецька бригада                                                                        |                                                                             | 13 серпня 2014 (38 років)    | Сніжне                                                     | |
| 13 |                    | Якімкін Павло Борисович           | майор                     | начальник розвідувального відділу 6-ї ОТБр                                                                                              | Збройний конфлікт на Північному Кавказі                                     | 14 серпня 2014 (32 роки)     | Міжнародний аеропорт «Луганськ»                            | нагороджений званням Герой Російської Федерації (посмертно)                                                                                    |
| 14 |                    | Трофімов Віталій Миколайович      | підполковник              | начальник інженерної служби, 61-ї бригади морської піхоти                                                                               |                                                                             | 8 вересня 2014 (35 років)    | Ростов                                                     | помер у госпіталі внаслідок поранення. |
| 15 |                    | Коденко Дмитро Анатолійович       | підполковник              | начальник прикордонної служби ФСБ по місту Гуково                                                                                       |                                                                             | 19 вересня 2014 (40 років)   | Ростовська область                                         | нагороджений орденом Мужності (посмертно) |
| 16 |                    | Кузнєцов Володимир Олександрович  | підполковник              | (посада — не встановлена), спецпідрозділ ФСБ «Вимпел»                                                                                   |                                                                             | 22 жовтня 2014 (34 роки)     |                                                            | |
| 17 |                    | Захаров Антон Юрійович            | майор                     | (посада — не встановлена), 2-й окремий Комендантський полк                                                                              |                                                                             | 17 листопада 2014 (29 років) | Весела Гора                                                | псевдо "Тоха" |
| 18 |                    | Федоренко Андрій Андрійович       | майор                     | заступник командира 10-го окремого танкового батальйону, 1 АК                                                                           |                                                                             | 3 грудня 2014 (53 роки)      |                                                            | |
| 19 |                    | Муслімов Мурад Абдул-Вахідович    | майор поліції             | старший інспектор відділення організації служби полку ППСП ім. Героя Росії А.А. Кадирова                                                | Друга чеченська війна                                                       | 4 грудня 2014 (34 роки)      | Грозний                                                    | нагороджений медаллю «За доблесть у службі» (МВС РФ) убитий ічкерійськими повстанцями                                                          |
| 20 |                    | Бєднов Олександр Олександрович    | підполковник              | командир групи швидкого реагування "Бетмен", начальник штабу 4-ї бригади 2-го АК ЛНР                                                    | Перша карабаська війна Грузинсько-абхазький конфлікт                        | 1 січня 2015 (45 років)      | Лутугине                                                   | псевдо "Бетмен" |
| 21 |                    | Ліпіцький Валерій Юрійович        | підполковник              | командир 2-го танкового батальону, 2-га окрема мотострілецька бригада                                                                   |                                                                             | 20 січня 2015 (43 роки)      | с. Сміле, Луганська область                                | |
| 22 |                    | Губарєв Олег Вікторович           | майор                     | військовий радник, 7-ма окрема мотострілецька бригада                                                                                   |                                                                             | 26 січня 2015 (35 років)     | Нікішине                                                   | нагороджений орденом Мужності (посмертно) |
| 23 |                    | Мусієнко Дмитро Васильович        | підполковник              | начальник оперативного відділу батальону "Зоря"                                                                                         |                                                                             | 28 січня 2015 (30 років)     | Калинове                                                   | |
| 24 |                    | Ширко Геннадій Семенович          | підполковник КГН ВДД      | військовий комендант Перевальського району "ЛНР"                                                                                        | Придністровська війна                                                       | 31 січня 2015 (41 рік)       | Чорнухине                                                  | |
| 25 |                    | Пілюгін Олексій Юрійович          | майор                     | заступник командира з виховної роботи військової поліції Луганська                                                                      |                                                                             | 5 лютого 2015 (34 роки)      | Чорнухине                                                  | |
| 26 |                    | Данильченко Максим Сергійович     | майор                     | начальник штабу та заступник командира дивізіону, 3-тя окрема мотострілецька бригада «Беркут»                                           |                                                                             | 8 лютого 2015 (23 роки)      |                                                            | знайдений з відрізаною головою |
| 27 |                    | Кукарцев Ігор                     | підполковник              | командир літака СУ-24МР, 11-й змішаний авіаційний полк, аеродром Мариновка                                                              | Російсько-грузинська війна (2008)                                           | 11 лютого 2015 (46 років)    | Волгоградська область                                      | |
| 28 |                    | Волосков Анатолій                 | майор                     | пілот літака СУ-24МР, 11-й змішаний авіаційний полк, аеродром Мариновка                                                                 | Російсько-грузинська війна (2008)                                           | 11 лютого 2015 (46 років)    | Волгоградська область                                      | |
| 29 |                    | Костенко Костянтин Олександрович  | майор                     | заступник начальника розвідки 1-го армійського корпусу "ДНР"                                                                            |                                                                             | 12 лютого 2015 (34 роки)     | Логвинове                                                  | нагороджений званням Герой Донецької Народної Республіки (посмертно)                                                                           |
| 30 |                    | Антонов Ігор Григорович           | підполковник              | начальник військ РХБЗ, 2-й армійський корпус "ЛНР"                                                                                      |                                                                             | 12 лютого 2015 (49 років)    | Дебальцеве                                                 | |
| 31 |                    | Михайленко Євген Васильович       | майор                     | заступник командуючого по озброєнню, 2 АК ЛНР                                                                                           |                                                                             | 14 лютого 2015 (48 років)    | Дебальцеве                                                 | |
| 32 |                    | Кучинський Валерій Вікторович     | підполковник              | командир танкового батальону, 5-та окрема мотострілецька бригада «Оплот»                                                                |                                                                             | 16 лютого 2015 (43 роки)     |                                                            | |
| 33 |                    | Мордвін Микола                    | майор                     | заступник командира одного з підрозділів спецпідготовки ВВ МВС                                                                          |                                                                             | 1 березня 2015               | Шалажі, Чечня                                              | |
| 34 |                    | Бабін Євген Іванович              | майор поліції             | виконувач обов'язків начальника ОУР Слов'яносербського РВ МВС "ЛНР"                                                                     |                                                                             | 7 березня 2015 (32 роки)     | поблизу смт. Родакове                                      | |
| 35 |                    | Самойлов Віктор Вікторович        | майор поліції             | виконувач обов'язків 1-го заступника начальника відділу — начальника кримінальної міліції Слов'яносербського РВ "МВС ЛНР"               |                                                                             | 7 березня 2015 (31 рік)      | поблизу смт. Родакове                                      | |
| 36 |                    | Гончаров Михайло Валерійович      | підполковник              | заступник командувача "народної міліції ЛНР" із озброєння                                                                               |                                                                             | 13 березня 2015 (40 років)   |                                                            | |
| 37 |                    | Смирнов Дмитро Володимирович      | майор                     | (посада — не встановлена), 7-ма окрема танкова бригада                                                                                  |                                                                             | 16 березня 2015 (33 роки)    |                                                            | |
| 38 |                    | Скитський Роман Олександрович     | майор                     | начальник артилерії, МО "ДНР" |                                                                             | 23 березня 2015 (31 рік)     |                                                            | псевдо "Ром" |
| 39 |                    | Вознік Роман Святославович        | майор                     | командир батальйону "Міраж", 1 АК |                                                                             | 26 березня 2015 (43 роки)    | Донецьк                                                    | псевдо "Циган" |
| 40 |                    | Гнилицький Роман Григорович       | майор                     | командир розвідувальної роти "Купол", 100-та окрема мотострілецька бригада                                                              |                                                                             | 10 травня 2015 (28 років)    |                                                            | |
| 41 |                    | Лещинський Ярослав Леонідович     | підполковник              | командир зенітного дивізіону, 2-га окрема мотострілецька бригада                                                                        |                                                                             | 13 травня 2015 (46 років)    | Станиця Луганська                                          | |
| 42 |                    | Мозговий Олексій Борисович        | комбриг                   | командир бригади «Прізрак» |                                                                             | 23 травня 2015 (40 років)    | Михайлівка                                                 | |
| 43 |                    | Чухман Антон Володимрович         | підполковник              | (посада — не встановлена), військова частина №89462 у Новочеркаську                                                                     |                                                                             | 31 липня 2015 (37 років)     | Краснодон                                                  | |
| 44 |                    | Олійников Віталій Євгенович       | майор                     | заступник командира по озброєнню, 15-й батальйон територіальної оборони «СССР Брянка»                                                   |                                                                             | 8 серпня 2015 (39 років)     | поблизу м. Брянка                                          | |
| 45 |                    | Михайлов Роман Борисович          | підполковник              | (посада — не встановлена), 20-та загальновійськова армія                                                                                |                                                                             | 15 серпня 2015 (38 років)    | Алчевськ                                                   | |
| 46 |                    | Янєв Дмитро Вікторович            | майор                     | (посада — не встановлена), 2 АК ЛНР |                                                                             | 15 серпня 2015 (30 років)    | Алчевськ                                                   | псевдо "Хохол" |
| 47 |                    | Кононов Євген Юрійович            | полковник                 | заступник командира, 100-та окрема мотострілецька бригада                                                                               | Збройний конфлікт на Північному Кавказі                                     | 9 січня 2016 (37 років)      | Донецьк                                                    | |
| 48 |                    | Афонін Ігор Миколайович           | підполковник              | заступник командира по тилу, 3-тя окрема мотострілецька бригада «Беркут»                                                                |                                                                             | 20 березня 2016 (48 років)   |                                                            | Один із тих, хто збив Боїнг МН17 |
| 49 |                    | Мусалаєв Тулпар Оздемирович       | майор                     | (посада — не встановлена), 18-та окрема мотострілецька бригада                                                                          |                                                                             | 19 травня 2016 (32 роки)     | Південна Осетія                                            | нагороджений званням «Герой Російської Федерації»                                                                                              |
| 50 |                    | Шеїн Андрій Іванович              | майор                     | (посада — не встановлена), 3-тя окрема мотострілецька бригада «Беркут»                                                                  |                                                                             | 11 червня 2016 (49 років)    | поблизу м. Горлівка                                        | |
| 51 |                    | Бушуєв Олександр Миколайович      | полковник                 | командир 7 ОМСБр 2 АК |                                                                             | 3 липня 2016 (41 рік)        | Харцизьк                                                   | |
| 52 |                    | Красілов Микола Михайлович        | майор                     | (посада — не встановлена) 200-ї окремої Печенгської мотострілецької бригади                                                             |                                                                             | 4 серпня 2016 (33 роки)      |                                                            | |
| 53 |                    | Каменєв Роман Михайлович          | підполковник              | начальник відділення супроводу оперативних заходів УФСБ Росії по Криму та місту Севастополю                                             |                                                                             | 7 серпня 2016 (42 роки)      | Армянськ                                                   | нагороджений Орденом Мужності (посмертно) |
| 54 |                    | Осипов Олександр Борисович        | полковник                 | заступник командувача по тилу 2 армійським корпусом ЛНР                                                                                 |                                                                             | 22 вересня 2016 (52 роки)    | Луганськ                                                   | |
| 55 |                    | Козирєв Андрій Олександрович      | майор                     | заступник командира 16-го батальйону територіальної оборони                                                                             |                                                                             | 3 жовтня 2016 (33 роки)      | Сокільники                                                 | псевдо "Козир" |
| 56 |                    | Павлов Арсен Сергійович           | полковник                 | Окремий розвідувальний батальйон «Спарта», 1-й командир                                                                                 | - Друга чеченська війна - Анексія Криму (2014)                              | 16 жовтня 2016 (33 роки)     | Донецьк                                                    | нагороджений званням Герой Донецької Народної Республіки                                                                                       |
| 57 |                    | Смірнов Олександр Валерійович     | полковник                 | начальник 7-го снайперського відділення спецпідрозділу ФСБ «Вимпел»                                                                     | - Збройний конфлікт на Північному Кавказі - Анексія Криму (2014)            | 7 листопада 2016 (43 роки)   |                                                            | помер від тяжкого поранення, отриманого в ході оперативно-бойового заходу на території Північно-Кавказького регіону                            |
| 58 |                    | Богомолов Олександр Станіславович | полковник                 | начальник відділу спеціального призначення (РОСП) "Ворон" Управління ФСБ РФ по Воронезькій області                                      | Перша чеченська війна Друга чеченська війна                                 | 24 листопада 2016 (43 роки)  | Назрань                                                    | нагороджений званням «Герой Російської Федерації» (посмертно), вбитий дагестанськими повстанцями                                               |
| 59 |                    | Русак Олексій Миколайович         | майор                     | командир ГШР, ГРУ "ДНР" |                                                                             | 14 січня 2017 (43 роки)      | Доломітне                                                  | псевдо "Доза" |
| 60 |                    | Балакай Іван Андрійович           | майор                     | командир батальону, 11-й окремий мотострілецький полк «Восток»                                                                          |                                                                             | 29 січня 2017 (55 років)     | Авдіївка                                                   | нагороджений званням Герой Донецької Народної Республіки (посмертно)                                                                           |
| 61 |                    | Анащенко Олег Володимирович       | полковник                 | начальник управління т. зв. «Народної міліції ЛНР»                                                                                      |                                                                             | 4 лютого 2017 (48 років)     | Луганськ                                                   | вбитий внаслідок підриву автомобіля в центрі міста                                                                                             |
| 62 |                    | Толстих Михайло Сергійович        | полковник                 | батальйон «Сомалі», 1-й командир |                                                                             | 8 лютого 2017 (36 років)     | Макіївка                                                   | нагороджений званням Герой Донецької Народної Республіки                                                                                       |
| 63 |                    | Цвях Володимир Володимирович      | майор                     | командир 3-го мотострілецького батальйону "Хуліган", 2-га окрема мотострілецька бригада                                                 |                                                                             | 24 травня 2017 (46 років)    | Обозне                                                     | |
| 64 |                    | Бабичев Олександр Федорович       | полковник                 | командир артилерійської бригади, КГН ВДД                                                                                                |                                                                             | 5 червня 2017 (56 років)     |                                                            | |
| 65 |                    | Коміссаров Роман Юрійович         | полковник ФСБ у відставці | радник міністра МВС "ДНР" | Війна в Афганістані (1979—1989) Перша чеченська війна Друга чеченська війна | 12 липня 2017 (49 років)     | Донецьк                                                    | псевдо "Луна" |
| 66 |                    | Кривоносов Анатолій Миколайович   | майор                     | начальник відділу кадрів (в.о. поч. фінансової служби) "міноборони ЛНР"                                                                 |                                                                             | 27 серпня 2017 (61 рік)      | Луганськ                                                   | |
| 67 |                    | Байбутлов Олександр Павлович      | підполковник              | старший водолазний спеціаліст 2 відділення 3 відділу 2 служби «СН» Центру спеціального призначення ФСБ Росії                            | Анексія Криму (2014)                                                        | 28 серпня 2017 (40 років)    | Хасав'юрт                                                  | один із колишніх співробітників СБУ в Криму, які навесні 2014 року зрадили присязі та перейшли на бік ворога вбитий дагестанськими повстанцями |
| 68 |                    | Ракицький Денис Сергійович        | підполковник              | співробітник севастопольської групи "Альфа" ФСБ Росії                                                                                   | Анексія Криму (2014)                                                        | 28 серпня 2017 (40 років)    | Хасав'юрт                                                  | Нагороджений медаллю медаллю «За повернення Криму» вбитий дагестанськими повстанцями                                                           |
| 69 |                    | Маначенко Ілля Іванович           | майор                     | командир роти, 16-й батальйон територіальної оборони «Лєший»                                                                            |                                                                             | 9 квітня 2018 (53 роки)      |                                                            | |
| 70 |                    | Мамієв Олег Анатолійович          | полковник                 | Батальйон «П'ятнашка», 2-й командир | Російсько-грузинська війна (2008)                                           | 17 травня 2018 (40 років)    | Авдіївка                                                   | нагороджений званням Герой Донецької Народної Республіки (посмертно)                                                                           |
| 71 |                    | Попов Олександр Вікторович        | полковник                 | (посада — не встановлена), Центр спеціального призначення «Сенеж»                                                                       | Анексія Криму (2014)                                                        | 2 липня 2018 (43 роки)       | Москва                                                     | нагороджений званням «Герой Російської Федерації»                                                                                              |
| 72 |                    | Прикладов Михайло Валентинович    | майор                     | інструктор, артилерист 100-та окрема мотострілецька бригада                                                                             |                                                                             | 22 вересня 2018 (56 років)   |                                                            | |
| 73 |                    | Трунев Олег Михайлович            | майор                     | начальник відділу пропускного та внутрішньооб'єктового режимів, 1-а окрема рота спеціального призначення, Республіканська гвардія "ДНР" |                                                                             | 4 червня 2019 (52 роки)      |                                                            | |
| 74 |                    | Головньов Олег Леонтійович        | майор                     | (посада — не встановлена), 7-ма окрема мотострілецька бригада                                                                           |                                                                             | 12 листопада 2019 (46 років) |                                                            | псевдо "Терентій" |
| 75 |                    | Рудковський Артем Сергійович      | майор                     | начальник штабу — заступник командира дивізіону, 4-та окрема мотострілецька бригада                                                     |                                                                             | 13 листопада 2019 (39 років) | Луганськ                                                   | побитий у підвалі комендатури МДБ ЛНР, помер у лікарні                                                                                         |
| 76 |                    | Кривуля Олексій Володимирович     | майор                     | заступник командира полку спецназу Внутрішніх військ МВС "ДНР"                                                                          |                                                                             | 20 січня 2020 (43 роки)      | Донецьк                                                    | |
| 77 |                    | Тарасов Володимир Анатолійович    | полковник                 | директор Донецького військового ліцею                                                                                                   |                                                                             | 20 січня 2020 (53 роки)      | Донецьк                                                    | |
| 78 |                    | Турбін Ігор Олексійович           | підполковник              | начальник штабу Республіканської гвардії ДНР                                                                                            |                                                                             | 13 березня 2020 (54 роки)    |                                                            | псевдо "Кадет" |
| 79 |                    | Борисов Володимир Михайлович      | майор                     | старший оперуповноважений 4 відділення 2 відділи Управління «В» ЦСН ФСБ                                                                 | Анексія Криму (2014)                                                        | 13 квітня 2020 (40 років)    | Північний Кавказ                                           | нагороджений орденом Мужності та двома медалями «За відвагу» вбитий партизанами                                                                |
| 80 |                    | Оленніков Олег Юрійович           | підполковник              | заступник командира частини по роботі з особовим складом 37-ої окремої гвардійської мотострілецької бригади                             |                                                                             | 18 червня 2020 (45 років)    |                                                            | помер від коронавірусу |
| 81 |                    | Федосєєв Аркадій Альбертович      | підполковник              | заступник командира по РЛС, 5-та окрема мотострілецька бригада «Оплот»                                                                  | Війна в Афганістані (1979—1989)                                             | 24 червня 2020 (60 років)    |                                                            | |
| 82 |                    | Біккінін Руслан Рушанович         | підполковник поліції      | начальник відділу дільничних інспекторів поліції Ровеньківського ГУВС, МВС "ЛНР"                                                        |                                                                             | 28 червня 2020 (40 років)    | Ровеньки                                                   | вбитий раніше судимим місцевим жителем |
| 83 |                    | Чумаков Сергій Сергійович         | майор поліції             | начальник відділу дільничних інспекторів поліції Ровеньківського ГУ МВС "МВС ЛНР"                                                       |                                                                             | 28 червня 2020 (35 років)    | Ровеньки                                                   | вбитий раніше судимим місцевим жителем |
| 84 |                    | Гречкосій Микола Вікторович       | полковник                 | начальник штабу 2-ї окремої мотострілецької бригади                                                                                     |                                                                             | 9 липня 2020 (39 років)      |                                                            | |
| 85 |                    | Сааков Руслан Олександрович       | підполковник              | помічник військового коменданта м. Амвросіївка, окремий комендантський полк 1 АК                                                        | Миротворча місія ООН в Боснії                                               | 18 серпня 2020 (45 років)    | Донецьк                                                    | |
| 86 |                    | Жук Роман Володимирович           | підполковник              | (посада — не встановлена) (підрозділ — не встановлено)                                                                                  |                                                                             | 29 серпня 2020 (40 років)    |                                                            | |
| 87 |                    | Нестеров Єгор Володимирович       | майор                     | (посада — не встановлена), Окремий комендантський полк, 1 АК                                                                            |                                                                             | 31 серпня 2020 (51 рік)      | Тавричеське                                                | |
| 88 |                    | Павлов Олексій Анатолійович       | підполковник              | командир 16-го батальйону територіальної оборони                                                                                        |                                                                             | 3 жовтня 2020 (45 років)     | Кадіївка                                                   | псевдо "Лєший" |
| 89 |                    | Марков Олексій Геннадійович       | підполковник              | командир батальону «Прізрак» |                                                                             | 24 жовтня 2020 (47 років)    | Луганськ                                                   | псевдо "Добрий" |
| 90 |                    | Суздальцев Ігор Вікторович        | полковник                 | начальник «Науково-дослідного центру ДНР»                                                                                               |                                                                             | 15 березня 2021 (59 років)   |                                                            | |
| 91 |                    | Султанов Денис Дамірович          | майор                     | штурман Ту-22М, 52-й важкий бомбардувальний авіаційний полк                                                                             | Інтервенція Росії в Сирію                                                   | 23 березня 2021              | Калузька область                                           | |
| 92 |                    | Подсобляєв Олександр Анатолійович | підполковник              | штурман-інструктор Ту-22М, cпівробітник 43-го центру бойового застосування та переучування дальньої авіації.                            |                                                                             | 23 березня 2021              | Калузька область                                           | |
| 93 |                    | Белослюдцев Вадим Володимирович   | полковник                 | командир 52-го важкообомбардувального полку                                                                                             |                                                                             | 23 березня 2021 (48 років)   | Калузька область                                           | |
| 94 |                    | Кузнецов Євген Володимирович      | полковник                 | командир 279 окремого корабельно-винищувального авіаційного полку                                                                       | Анексія Криму (2014)                                                        | 14 серпня 2021               | на борту літака Бе-200, провінція Кахраманмараш, Туреччина | нагороджений орденом Мужності (посмертно) |
| 95 |                    | Беркутов Владислав Євгенович      | підполковник              | другий пілот Бе-200 |                                                                             | 14 серпня 2021               | провінція Кахраманмараш, Туреччина                         | нагороджений орденом Мужності (посмертно) |

### Кількість ліквідованих офіцерів за званням
| Звання        | кількість |
| ------------- | --------- |
| майор         | 38        |
| підполковник  | 31        |
| полковник     | 20        |
| генерал-майор | 4         |
| генерал армії | 1         |

## Герої Російської Федерації/ДНР/ЛНР
| №  | Світлина / Емблема | Прізвище, ім'я, по батькові          | Звання                 | Посада / підрозділ                                                                                                | Участь в інших війнах           | Дата загибелі             | Місце загибелі              | Примітки |
| 1  |                    | Гришин Олег Григорович               | лейтенант              | 11-й окремий мотострілецький полк «Восток», командир взводу                                                       | Війна в Афганістані (1979—1989) | 28 липня 2014 (48 років)  | на Савур-Могилі             | |
| 2  |                    | Стефановський Олександр Анатолійович |                        | Батальйон «Зоря», командир розвідувальної роти                                                                    | Друга чеченська війна           | 5 серпня 2014 (38 років)  | Вергунка                    | псевдо "Мангуст" |
| 3  |                    | Трундаєв Євген Валентинович          | старший лейтенант      | командир протитанкового взводу 1-го мотострілецького батальйону 200-ї окремої Печенгської мотострілецької бригади | Анексія Криму (2014)            | 15 жовтня 2014 (28 років) | c. Сміле, Луганська область | |
| 4  |                    | Алферов Микола Миколайович           | лейтенант              | Батальон "Дизель", командир 3-ї танкової роти                                                                     |                                 | 29 січня 2015 (51 рік)    | Вуглегірськ                 | |
| 5  |                    | Нирков Роман Вікторович              | лейтенант              | командир 3 взводу 1 танкової роти, 10-й окремий гвардійський танковий батальйон                                   |                                 | 30 січня 2015 (37 років)  | Вуглегірськ                 | |
| 6  |                    | Захарчук Віталій Анатолійович        |                        | 1-ша окрема мотострілецька бригада, командир танку                                                                |                                 | 8 лютого 2015 (33 роки)   | Дебальцеве                  | |
| 7  |                    | Ципкалов Геннадій Миколайович        |                        | голова «Ради міністрів ЛНР»                                                                                       |                                 | 24 вересня 2016 (43 роки) | Луганськ                    | Був заарештований окупаційною владою в Луганську у справі про спробу здійснення державного перевороту. Знайденим повішеним у камері, де він утримувався. За офіційною версією генпрокуратури «ЛНР» скоїв самогубство. |
| 8  |                    | Болотов Валерій Дмитрович            | старший сержант запасу | перший голова проросійського терористичного формування «Луганська народна республіка»                             |                                 | 27 січня 2017 (46 років)  | Москва                      | за офіційною версією, помер від серцевого нападу у своїй квартирі. Дружина Болотова Олена заявила, що він помер незабаром після того, як випив чашку кави в одному з барів Москви під час «ділової» зустрічі.         |
| 9  |                    | Мороз Олександр Анатолійович         | старший лейтенант      | 100-та окрема мотострілецька бригада, командир 2 роти "Купол" 2 стрілецького батальону                            |                                 | 20 липня 2017 (30 років)  | поблизу м. Красногорівка    | псевдо "Князь" |
| 10 |                    | Ковтонюк Олександр Григорович        |                        | (посада — не встановлена), (підрозділ — не встановлений)                                                          |                                 | до 20 липня 2018          |                             | |